# 최병헌

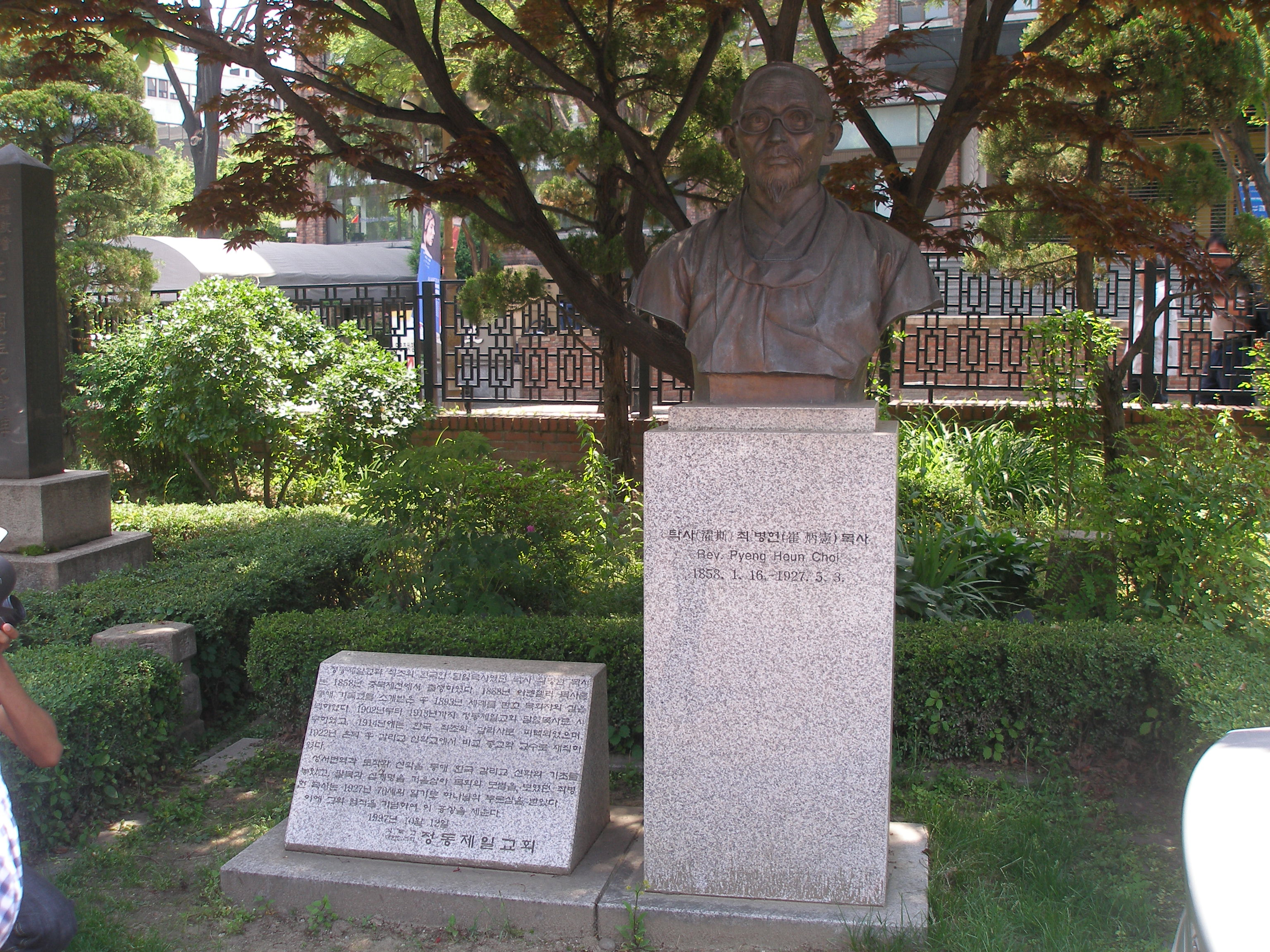
정동제일감리교회 앞마당의 최병헌목사상

최병헌(崔炳憲, 1858년 ~ 1927년)은 구한말 및 일제강점기의 개신교 목회자, 교육자, 번역가이다. 이상재, 윤치호와 함께 YMCA 청년회를 지도하였다. 아호는 탁사이다. 충청북도 출신.

## 생애
최병헌은 충청북도 제천출신으로 1888년 아펜젤러 목사를 통해 기독교를 소개받은 후 1893년 감리교 세례를 받았다.
아펜젤러·존슨 목사로부터 한문으로 된 신약 성경을 얻어 100일 동안 특별 기도를 올리며, 열심히 읽었다. 1893년 존슨 박사에게 세례를 받고 전도 활동을 열심히 하였다. 또한 아펜젤러 목사의 신약 성경의 한국말 번역에 적극 협력하였고 배재학당에서 한문을 가르쳤다. 서울 종로에 책점을 설립하는 한편 한국 최초의 도서관을 창립하였다.
1894년에는 《조선 기독교인 회보》, 《신학월보》의 주필을 맡아 보다가 1902년에 목사가 되어 정동교회 제2대 담임목사로서 12년 동안 재직하고 신학교 교수로 있으면서 겸임으로 이상재, 윤치호와 함께 YMCA 청년회를 지도하다가 1927년 병으로 사망하였다.

## 같이 보기
- YMCA
- 이상재
- 윤치호
- 신흥우
- 김규식
- 김활란
- 박인덕
- 전필순
- 황학수